# Morze Południowochińskie
Morze Południowochińskie, (chiń. 南海 Nán Hǎi, wietn. Biển Đông, indonez., malajskie Laut Tiongkong Selatan, khmerskie Samot Czen, ang. South China Sea) – morze przybrzeżne w zachodniej części Oceanu Spokojnego.
Granice morza wyznaczają południowo-wschodnie wybrzeża Chin, wyspy: Tajwan, Luzon, Palawan, Borneo, Belitung, Bangka, Sumatra, półwyspy: Malajski i Indochiński. Cieśnina Tajwańska łączy go z Morzem Wschodniochińskim, Cieśnina Luzon z Oceanem Spokojnym (Morze Filipińskie), cieśniny: Singapurska i Malakka z Oceanem Indyjskim (Morze Andamańskie), Bangka, Gaspar i Karimata z Morzem Jawajskim, a Mindoro, Linapacan i Balabac z Morzem Sulu.
Największe zatoki: Zat. Tajlandzka i Zat. Tonkińska. Ponad połowę powierzchni dna stanowi szelf – liczne płycizny, rafy koralowe, wyspy i archipelagi, m.in.: Hajnan, Anambas, Spratly, W. Paracelskie. Temperatura wód powierzchniowych +26 do +31 °C w lecie, +20 do +27 °C w zimie. Pływy morskie: 2-3 m, maksymalne u wybrzeży Borneo – 5,5 m i w Zatoce Tonkińskiej – 5,9 m.
Do zlewiska Morza Południowochińskiego należą rzeki: Mekong, Menam (Czau Phraja), Czerwona, Kapuas, Xi Jiang (Rzeka Perłowa) i wiele innych.
Państwa leżące nad Morzem Południowochińskim:
- Brunei
- Chiny
- Filipiny
- Indonezja
- Kambodża
- Malezja
- Wietnam
- Singapur
- Tajwan
- Tajlandia.

Terytoria sporne:
- Wyspy Paracelskie, okupowane przez Chiny, pretensje do nich roszczą również Tajwan i Wietnam. Możliwość występowania surowców mineralnych.
- Wyspy Spratly, położone w centralnej części morza, o dużym znaczeniu strategicznym i gospodarczym, możliwość występowania złóż gazu ziemnego i ropy naftowej. Przedmiot sporu między wszystkimi okolicznymi państwami, które utrzymują na nich swoje garnizony wojskowe.

Zagospodarowanie: rozwinięte rybołówstwo – połowy tuńczyków, śledzi, sardynek; wydobycie ropy naftowej i gazu ziemnego z dna morskiego; szlaki żeglugowe. Główne porty: Hongkong, Kanton (Guangzhou), Zhanjiang, Manila, Hajfong, Ho Chi Minh, Bangkok, Singapur.